# Olielampe
En olielampe er en lampe til belysning, der brænder  mineralsk olie, hvalolie eller vegetabilsk olie. Olielamper har været kendt i mange tusinde år og anvendes stadig. Fra 1780'erne udbredes argandlampen, der er mere lysstærk og bekvem end de antikke. Den fortrænges af petroleumslamperne efter ca. 1850.
Olielamper har været fremstillet af keramik, støbt eller drevet metal, sten som fedtsten og glas. De kan være fornemt udførte eller  billige masseproducerede varer; også i antikken. Romerske olielamper af keramik i presseforme er meget udbredte fund i romerske områder. De kan være dekoreret med figurer. Dekorationen kan have religiøse, erotiske og sportslige motiver.
Olielamper benyttes stadig som ”hyggebelysning” og som rituel belysning. Olielamper kan bruges som nødbelysning og interimistisk kogeapparat, der kan rigges til af forskellige dele fra maskiner og affald.

## Historie
Det vides ikke, hvornår de første olielamper er skabt, da de kan have været af forgængeligt materiale. Lamper udført i sten kendes fra mellemste stenalder omkring 10.300 f.Kr. Der er fundet en olielampe i Lascaux-hulerne. Olielamper af keramik dukker op mellem 4.500 og 3.300 f.Kr. De første lamper var skålformede med en lille udtrækning til vægen. Efterhånden blev de forsynet med en tud, der støttede vægen. Nogle lamper får efterhånden flere væger. Senere skabtes lamper i bronze. Hvor de tidlige lamper er ganske åbne, bliver de mere lukket til; med et hul til vægen og et andet til påfyldning, for at undgå at man spildte olien.

## Symbolik
Lamper anvendes i forskellige religioner/kulturer

### Jødedommen
Inden for jødedommen omtales olielamper ofte som dem, der oplyser vejen for den retfærdige, den vise og for kærlighed. Ilden i sig selv blev ofte beskrevet som destruktiv, men lamper var positive.
Menneskets Ånd er en Herrens Lampe, den ransager alle hans indres Kamre. (Ordsprogene 20:27)
 Min Søn, tag Vare på din Faders Bud, opgiv ikke din Moders Belæring, bind dem altid på dit Hjerte, knyt dem fast om din Hals; på din Vandring lede den dig, på dit Leje vogte den dig, den tale dig til, når du vågner; thi Budet er en Lygte, Læren Lys, og Tugtens Revselse Livets Vej for at vogte dig for Andenmands Hustru, for fremmed Kvindes sleske Tunge! (Ordsprogene 6:20-24)
I templet i Jerusalem stod en mægtig, stedsebrændende syvarmet olielampe af guld, en menorah. Den har dannet forbillede for senere tiders syvarmede lysestager. Lampen blev erobret ved Jerusalems ødelæggelse i år 70 og ført til Rom i triumf. Den er afbildet på Titusbuen i Rom og er forsvundet som de andre, erobrede tempelskatte.
Fremdeles skal du pålægge Israeliterne at skaffe dig ren Olivenolie af knuste Frugter til Lysestagen, og der skal stadig sættes Lamper på. (2. Mosebog 27:20)
 Tal til Aron og sig til ham: Når du sætter Lamperne på, skal du sætte dem således, at de syv Lamper kaster Lyset ud over Pladsen foran Lysestagen! (4. Mosebog 8:2)

### Kristendommen
Inden for kristendommen spiller olielamper en stor og positiv rolle, lige som de optræder i nogle af Jesu lignelser som lignelsen om brudepigerne (Matthæus 25). Jesus sammenligner også Johannes Døberen med en lampe: ”Han var det brændende og skinnende Lys, og I have til en Tid villet fryde eder ved hans Lys. ” (Johannes 5:35). Afbildninger af antikke olielamper findes på kristne gravsten. I de ortodokse kirker anvendes olielamper i kirkerne foran altret og til oplysninger af ikonerne..

### Islam
I koranen sammenlignes Gud med en olielampe i en niche dækket med glas. Moskeer er oplyst med store, ophængte olielamper.

### Hinduismen
I hinduistiske templer anvendes gerne olielamper af metal med fem væger. Normalt brænder kun den ene væge; kun på særlige festdage tændes de alle. Også ved private altre anvendes olielamper med en metalplade med en opdrevet afbildning af en guddom være anbragt bag på lampen.

## Olielamper i folklore og litteratur
Et motiv i mange eventyr er Lampens Ånd, en ånd med store magiske kræfter, der kan kaldes frem ved at gnide på en olielampe. En sådan lampeånd er central i 1001 nats eventyr om Aladdin.